# 에치오 감바
에치오 감바(이탈리아어: Ezio Gamba, 1958년 12월 2일~)는 이탈리아의 유도 선수, 지도자이다. 1980년 하계 올림픽 남자 라이트급에서 금메달을 획득했고, 1984년 하계 올림픽에서 은메달을 획득했다.

## 선수 경력
브레시아에서 태어난 감바는 형인 세르조와 함께 브레시아 지역 유도 클럽인 포르차 에 콘스탄차에 입단하여 마리오 베르나르디니에게 유도를 배웠다. 1974년 이탈리아 청소년 대표로 발탁되었으며, 같은 해 11월에 이스라엘의 텔아비브에서 열린 1974년 유럽 주니어 선수권 대회에서 은메달을 획득했다. 이듬해인 1975년에는 국가대표로 발탁되었고, 그 해 8월에 알제리의 알제에서 열린 1975년 지중해 게임에 참가하면서 성인 국제 대회 처음으로 출전했다. 그는 이 대회에서 유고슬라비아의 밀란 미얄코비치와 함께 프랑스의 파트리크 비알과 튀르키예의 알리 데미르의 뒤를 이어 동메달을 획득했다. 그 해 12월에는 벨기에 브뤼셀에서 열린 프레 올림픽 대회에서 오스트리아의 마르틴 뵈스와 영국의 앨런 우드의 뒤를 이어 동메달을 획득했다.
1976년 5월에는 자국 이탈리아의 안코나에서 열린 세게 군인 선수권 대회에 참가하여 미국의 폴 무라야마를 꺾고 우승했으며, 7월에는 캐나다 몬트리올에서 열린 자신의 첫 올림픽인 1976년 하계 올림픽에 참가했다. 그는 첫 상대인 아르헨티나의 오스카르 스트라티코를 꺾었으나 다음 상대인 대한민국의 이창선에게 패하여 탈락하며 첫 올림픽을 마쳤다. 같은 해 12월에는 스페인 마드리드에서 열린 1976년 세계 주니어 선수권 대회에 참가하여 일본의 니시다 다카히로의 뒤를 이어 은메달을 획득했다. 이후 1977년 11월에는 서독 베를린에서 열린 1977년 유럽 주니어 선수권 대회에서 영국의 닐 애덤스의 뒤를 이어 은메달을 획득했다.
1978년 6월 프랑스 스트라스부르에서 열린 1978년 세계 군인 선수권 대회에서 서독의 페터 페트리코비치를 누르고 금메달을 획득했다. 11월에는 헝가리 미슈콜츠에서 열린 1978년 유럽 주니어 선수권 대회에 참가하여 동독의 귄터 발치의 뒤를 이어 은메달을 획득했다. 이듬해인 1979년 5월에는 벨기에 브뤼셀에서 열린 1979년 유럽 선수권 대회에서 영국의 애덤스의 뒤를 이어 은메달을 획득했다. 같은 해 9월에 유고슬라비아 스플리트에서 열린 1979년 지중해 게임에서 유고슬라비아의 보이슬라브 부예비치의 뒤를 이어 은메달을 획득했으며, 12월에는 프랑스 파리에서 열린 1979년 세계 선수권 대회에 참가하여 결승전에서 일본의 가쓰키 기요토에서 패하며 은메달을 획득했다.
1980년 4월 네덜란드 케르크라더에서 열린 네덜란드 오픈에서 헝가리의 몰나르 카로이를 누르고 우승했으며, 같은 해 7월에 소련 모스크바에서 열린 1980년 하계 올림픽에 참가하여 금메달을 획득했다. 그는 쿠웨이트의 파하드 알파르한, 프랑스의 크리스티앙 디오, 조선민주주의인민공화국의 김병건, 몽골의 라브당깅 다바달라이를 차례로 격파하여 결승에 올랐으며, 결승에서 영국의 애덤스를 꺾으며 우승을 차지했다.
이후 1982년 5월에 동독 로스토크에서 열린 1982년 유럽 선수권 대회에서 동독의 카를하인츠 레만을 누르고 금메달을 획득했으며, 1983년 5월에 파리에서 열린 1983년 유럽 선수권 대회에서는 결승 상대인 프랑스의 리샤르 멜리요에게 패하여 은메달을 획득했다. 같은 해 9월에는 모로코의 카사블랑카에서 열린 1983년 지중해 게임에 참가하여 직전 유럽 선수권에서 자신을 꺾은 멜리요를 누르며 우승을 차지했다. 이후 10월에는 모스크바에서 열린 1983년 세계 선수권 대회에 참가하였고, 결승에서 일본의 나카니시 히데토시에게 패하며 1979년 세계 선수권 대회에 이어 다시 한 번 은메달을 획득했다.
이듬해인 1984년 8월 미국 로스앤젤레스에서 열린 1984년 하계 올림픽에 참가하였다. 그는 프랑스의 세르주 디오, 리히텐슈타인의 요하네스 볼벤트, 캐나다의 글렌 보챔프, 브라질의 루이스 온무라를 차례로 꺾으며 결승에 진출했고, 결승전에서 대한민국의 안병근에게 업어치기 누르기로 인한 효과를 내주며 패하여 은메달을 획득했다. 이듬해인 1985년 2월에는 파리에서 열린 국제 유도 단체전 대회에서 우승을 차지했고, 1986년 5월에는 유고슬라비아의 베오그라드에서 열린 1986년 유럽 선수권 대회에 참가하여 동메달 결정전에서 소련의 레리 나카니를 꺾으며, 폴란드의 비에스와프 브와흐와 함께 헝가리의 허이토시 베르털런과 영국의 케리스 브라운의 뒤를 이어 동메달을 획득했다.
이듬해인 1987년 9월에는 시리아 라타키아에서 열린 1987년 지중해 게임에서 프랑스의 멜리요를 누르고 우승하며 대회 2연패를 달성했다. 이후 1988년 9월 대한민국 서울에서 열린 1988년 하계 올림픽에 참가하였다. 그는 첫 상대인 튀르키예의 알파슬란 아얀을 꺾었으나 다음 상대인 스페인의 호아킨 루이스에게 패하면서 탈락했다. 서울 올림픽 이후 현역에서 은퇴했다.

## 은퇴 후 경력
은퇴 직후 이탈리아 유도 대표팀 감독이 되었으며, 2004년까지 이탈리아 대표팀을 지도했다. 이탈리아 대표팀 감독에서 물러난 후에는 1년 간 아프리카 유도 연맹 기술 고문으로 활동했다. 이후 2008년 11월에 러시아로 건너가 러시아 대표팀의 지도를 맡기 시작했으며, 2010년에는 유럽 올해의 유도 감독으로 선정되었다.
이후 감바의 지도로 2012년 하계 올림픽에서 러시아 남자 유도 선수들이 처음으로 올림픽 금메달을 획득했다. 이듬해인 2013년에는 러시아 체육에 기여한 공로로 우애훈장이 수여되었으며, 국제 유도 연맹 명예의 전당에 헌액되었다. 2015년에는 러시아 체육유공자로서 러시아 명예 감독 칭호를 받았으며, 2016년 1월에 러시아 국적을 취득했다. 2017년에는 리우 올림픽 유공자로서 명예 훈장이 수여되었다.
2017년 4월부터 유럽 유도 연맹 사무총장으로 재임했으나 2022년 3월 러시아가 우크라이나를 침공하자 사무총장에서 물러났다.

## 수훈
- 체육공로금장(2015년 12월 15일)
- 우애훈장(2013년 6월 1일)
- 존경훈장(2017년 5월 18일)
- 알렉산드르 넵스키 훈장(2022년 10월 12일)